# Thttpd
thttpd (tiny/turbo/throttling HTTP server) es un servidor web de código abierto disponible para la mayoría de las variantes de Unix. 
Se caracteriza por ser simple, pequeño, portátil, rápido, y seguro, ya que utiliza los requerimientos mínimos de un servidor HTTP. Esto lo hace ideal para servir grandes volúmenes de información estática.

## Historia
HTTP, el protocolo de transferencia de hipertexto (Hyper Text Transfer Protocol) es el protocolo usado en cada transacción del Web (WWW). El hipertexto es el contenido de las páginas Web, y el protocolo de transferencia es el sistema mediante el cual se envían las peticiones de acceder a una página web, y la respuesta de esa Web, remitiendo la información que se verá en pantalla. También sirve el protocolo para enviar información adicional en ambos sentidos, como formularios con mensajes y otros similares.
Este es generado por la necesidad de obtener un software para servidores con un tráfico bajo y medio, ya que no son requeridas las aplicaciones utilizadas en altos niveles, lo que generan una baja tasa de transferencia.

## Características
- Simple, porque esto maneja solo el mínimo necesario para poner en práctica el protocolo HTTP, algunas veces un poco más que el mínimo.
- Pequeño, porque esto también tiene un pequeño tamaño de período de explotación, ya que esto no se divide en dos partes y es muy cuidadoso sobre la asignación de memoria.
- Portátil, porque esto se compila limpiamente sobre la mayoría de sistemas operativos, expresamente incluyendo FreeBSD, SunOS 4, Solaris 2, BSD/OS, GNU/Linux, OSF.
- Rápido, porque en el empleo típico es sobre todo más rápido que los mejores servidores "destacados" (Apache), y bajo la carga extrema es mucho más rápido.
- Seguro, porque este se extiende a grandes longitudes para proteger el servidor Web contra ataques de otros sitios.

## Usos
El uso apropiado de esta herramienta es obtener velocidad en la transferencia de archivos y reducción de gastos innecesarios para funciones que no son requeridas en el servidor, debido a tener solo la posibilidad de utilizar servidores estándar (Apache).
Este rasgo importante permite al administrador de servidor limitar la tasa de bit máxima para ciertos tipos de archivos transferidos, generando, una aplicación mucho más ligera y rápida.

## Ventajas
El administrador puede decidir restringir la transferencia de archivos de imagen JPEG a 20 kilobytes por segundo. Esto evita la saturación la conexión, de modo que el servidor pueda seguir siendo accesible bajo una carga de trabajo pesada, con la desventaja de que se reduce la velocidad de transferencia de los archivos. Los promedios de carga caen debido a la reducción de la transferencia gráfica gracias a thttpd.

## Desventajas
No posee las mismas aplicaciones que se pueden obtener de un software estándar como lo es el Apache.